# Преградненское сельское поселение
Преградненское се́льское поселе́ние — муниципальное образование в Урупском районе Карачаево-Черкесии Российской Федерации.
Административный центр — станица Преградная.

## История
Статус и границы сельского поселения установлены Законом Карачаево-Черкесской Республики от 6 марта 2006 года № 13-РЗ «от 24 февраля 2004 года № 84-РЗ «Об административно-территориальном устройстве Карачаево-Черкесской Республики»

## Население
| 2002  | 2010  | 2012  | 2013  | 2014  | 2015  | 2016  |
| ----- | ----- | ----- | ----- | ----- | ----- | ----- |
| 6730  | ↗7572 | ↘7475 | ↗7503 | ↘7400 | ↘7338 | ↘7291 |
| 2017  | 2018  | 2019  | 2020  | 2021  | 2023  | 2024  |
| ↘7235 | ↘7150 | ↘7024 | ↘6945 | ↗7620 | ↘7598 | ↘7551 |
| 2025  |       |       |       |       |       |       |
| ↘7501 |       |       |       |       |       |       |

## Состав сельского поселения
| № | Населённый пункт | Тип населённого пункта          | Население |
| - | ---------------- | ------------------------------- | --------- |
| 1 | Большевик        | хутор                           | ↘67       |
| 2 | Преградная       | станица, административный центр | ↗7553     |

## Археология
- Наскальные рисунки в ущелье Сутул.
- На реке Уруп в Гамовской балке близ станицы Преградной находится пещера Треугольная, которая, судя по обожжённым костям животных и кремнёвым орудиям труда, была населена неандертальцами в эпоху мустье, а может быть и ещё раньше — 600 тыс. лет назад, что позволяло некоторое время условно считать Треугольную пещеру древнейшей стоянкой раннего палеолита в Восточной Европе[17][18][19].